# Monostegidea nepalensis
Monostegidea nepalensis – gatunek błonkówki  z rodziny pilarzowatych i podrodziny Allantinae.
Gatunek ten opisany został w 2000 roku przez Attilę Harisa na podstawie 4 okazów odłowionych w 1983 roku. Początkowo nadaną nazwę Monostegidia nepalensis, skorygowano na Monostegidea nepalensis w 2010 roku.
Błonkówka ta ma czarną głowę z białym owłosieniem oraz błyszczącymi, gęsto punktowanymi ciemieniem i skroniami. Przedni brzeg nadustka jest u niej szeroko wykrojony na głębokość około ¼ jego długości. Przednie przyoczko jest ma długość policzków. Czułki są czarne i mniej więcej tak długie jak ciało. Tułów jest pomarańczowo-czarny z brązową kropką na tarczce i brązowymi cenchri. Odnóża są pomarańczowe z brązowymi: stopami, tylnymi goleniami i większą częścią środkowych goleni. Skrzydła są ciemno przydymione, a pierwsza ich para ma cztery komórki kubitalne. Odwłok ma barwę połyskująco pomarańczową.
Owad znany wyłącznie z lokalizacji typowej w okolicy nepalskiego Katmandu, gdzie poławiano go na wysokości 1350 m n.p.m..